# Skal, skal ikke?
Skal, skal ikke? er en amerikansk romantisk komediefilm fra 2011 baseret på Emily Giffins roman af samme navn fra 2005, instrueret af Luke Greenfield, med Ginnifer Goodwin, Kate Hudson, Colin Egglesfield og John Krasinski i hovedrollerne og filmen distribueret af Warner Bros.

## Plot
Det er Rachels 30-års fødselsdag, og hendes bedste ven Darcy holder et surpriseparty for hende. Rachel er en seriøs single kvindelig advokat i New York City, og Darcy er en frisindet bekymringsfri kvinde, der synes at være Rachels modsatte. Darcy er forlovet med Dex, og Rachels betroer sig ofte til sin nære ven Ethan.
Darcy bliver meget fuld til festen, så hun og Dex tager hjem, men Dex vender tilbage, da Darcy har glemt sin Chanel-pung i baren. Rachel tilbyder at hjælpe med at lede efter den, og Dex foreslår, at de får en sidste drink sammen for at fejre hende. Efter at have fået en sidste drink sammen, indrømmer Rachel (nu fuld), at hun var vild med Dex på jurastudiet. Tingene bliver lidt akavede, og Dex finder en taxa de kan dele på vejen hjem. I taxaen undskylder Rachel , hvilket får Dex til at kysse hende. De vågner op i samme seng næste morgen, hvor Rachel ser at Darcy febrilsk ringer til Rachel, fordi Dex ikke kom hjem aftenen før.
Flashbacks forekommer hele filmen til Rachel og Dexs tid på jurastudiet, og de ses bliver tættere og tættere som venner og muligvis til mere end venner. Det hele kulminerer den aften, hvor Rachel og Dex fejrer en afsluttet eksamen. De hænger ud på en bar, hvor de deler personlige historier om ting som fx første kys, hvilket gør hele stemningen romantisk. Men Darcy dukker op og får alt fokus over på sig selv; hun driller Rachel med Dex, og som den romantiske stemning ødelægges, hævder Rachel, at Dex bare er en ven, hvilket synligt skuffer Dex, men Rachel er for forvirret til at lægge mærke til det. Darcy fortsætter med at flirte uhæmmet med Dex, og Rachel forlader baren med undskyldningen om at hun er træt.
I mellemtiden, i nutiden er tingene mellem Rachel og Dex akavede, mens bryllupsplanerne for Darcy og Dex fortsætter, og Darcy er vært for hyppige sammenkomster i sommerhuset i Hamptons for alle vennerne. Rachel lyver for Darcy om, at hun ser en fyr (først den fælles ven Marcus, siden senere Ethan). Ethan, der er venner med Rachel og, oftest, uvenner med Darcy, accepterer modvilligt at spille med på Rachels løgne, men bliver snart træt af at være en del af løgnen.
Dexs mor lider af depression, og det ser ud til, at Dex og Darcys kommende bryllup er det eneste, der holder hendes humør oppe. Måneder efter de først fandt sammen bag Darcys ryg, prøver Dex at tale med Rachel om, hvad der skete mellem dem; de aftaler at de hver især bliver hjemme fra Darcys planlagte 4. juli-weekend i Hamptons, og tilbringer så tiden sammen i byen. De støder dog ind i hans forældre og Dexs far beder Dex om at afslutte affæren med Rachel hurtigst muligt og siger, at det Dex vil, ikke kan være en mulighed, når det er i konflikt med det rigtige, og at de ikke er den slags mennesker. Hans far vil have Dex går videre med brylluppet, både for ikke at ydmyge Darcy og for at hans mor ikke bliver ked af det.
Som brylluppet nærmer sig, taler Dex og Rachel mindre og mindre. På stranden afsløres deres hemmelighed næsten af Ethan, der er frustreret over at Rachel lyver for mennesker, hun holder af. En aften i byen i Hamptons fortæller Rachel endelig Dex, at hun vil have ham til at afblæse brylluppet, så de kan være sammen, men han fortæller hende, at han ikke kan.
Efter at Ethan flytter til London for et job, besøger Rachel ham en uge før Darcy og Dex' bryllup. Ethan bekender, at han elsker hende, men accepterer, at Rachel ikke gengælder hans følelser. Hun beslutter sig for at vende tilbage til New York til brylluppet og indser, at hun ikke vil såre Darcy ved at blive væk fra brylluppet. Hun vender tilbage til New York for at finde Dex siddende på hendes dørtrin. Han afslører, at han har afblæst brylluppet.
Rachel er i ekstase, indtil Darcy kommer hjem til hende for at snakke. Dex gemmer sig i lejligheden og hører derfor Darcy afslører, at hun har været Dex utro med Marcus samtidig med, at Dex var utro med Rachel. Darcy er nu gravid med Marcus' barn, og hun siger, at de er meget glade. På vej ud af døren finder Darcy Dexs jakke og begynder at lede efter ham i lejligheden. Da Dex afslører sig selv, forstår Darcy endelig, at hendes bedste ven er den anden kvinde. Dex og Darcy skændes, og Darcy råber grådkvalt til Rachel, at hun hader hende og aldrig vil tale med hende igen og stormer ud af lejligheden.
To måneder senere støder Rachel og Darcy ind i hinanden på gaden. Darcy glæder sig over sin graviditet og fortæller, at dette er det lykkeligste, hun nogensinde har været. Da Darcy opdager, at Rachel har hentet en af Dex' skjorter fra renseriet, indser hun, at de stadig er sammen. De begynder at gå fra hinanden og Darcy vender sig og virker mere ægte, når hun siger, at hun virkelig er glad. Rachel smiler bredt og siger, at det er hun glad for at høre. Hun får derefter et opkald fra Dex, der venter på en bænk rundt om hjørnet for hende. Hun slutter sig til ham med et bredt smil, og han tager hendes hånd, mens de går sammen ned ad gaden.
I en scene i rulleteksterne dukker Darcy op for at overraske Ethan i London; Ethan forsøger at ignorere hende og går hurtigt væk. Skærmen bliver sort med tekst, der angiver, at historien skal fortsættes.

## Cast
- Ginnifer Goodwin som Rachel
- Kate Hudson som Darcy
- Colin Egglesfield som Dex
- John Krasinski som Ethan
- Steve Howey som Marcus
- Ashley Williams som Claire
- Geoff Pierson som Dexter Thaler Sr.
- Jill Eikenberry som Bridget Thaler

## Modtagelse

### Anmeldelser
Skal, skal ikke? modtog negative anmeldelser. Anmeldelsessitet Rotten Tomatoes rapporterer, at 15% af 116 kritikere har givet filmen en positiv anmeldelse med en gennemsnitlig vurdering på 3,93/10. Webstedets kritiske konsensus lyder: "På trods af solide præstationer fra Kate Hudson og John Krasinski er Skal, skal ikke? en ubehagelig affære, der lever op til dens titel."  Metacritic tildelte filmen en vejet gennemsnitlig score på 36 ud af 100, baseret på 30 kritikere, hvilket angiver "generelt ugunstige anmeldelser".  Publikum, der blev spurgt af CinemaScore, gav filmen en gennemsnitlig karakter på "B" på en A+ til F -skala. 

### Box office
Skal, skal ikke? indbragte $39 millioner i USA og Canada og $21,1 millioner i andre territorier for i alt $60,1 millioner på verdensplan mod et budget på $35 millioner. 

## Mulig efterfølger
I 2014 bekræftede Emily Giffin, at hun havde skrevet manuskriptet til en fortsættelse, Something Blue, baseret på hendes roman med samme navn fra 2005.  I februar 2016 fortsatte Giffin med at hentyde, at hun arbejdede på en filmisk fortsættelse, selvom ingen andre parter havde udsendt nogen erklæringer, der bekræfter dette. 
Per november 2017 var der stadig ikke nogle officielle udtalelser fra produktionsfirmaer om en fortsættelse, til trods for et sigende Facebook-opslag fra Giffin i maj 2017.

## Anerkendelser
| År   | Pris               | Kategori                                                 | Resultat  |
| ---- | ------------------ | -------------------------------------------------------- | --------- |
| 2011 | Teen Choice Awards | Choice Movie: Romantic Comedy                            | Nomineret |
| 2011 | Teen Choice Awards | Choice Movie Actor: Romantic Comedy - John Krasinski     | Nomineret |
| 2011 | Teen Choice Awards | Choice Movie Actress: Romantic Comedy - Ginnifer Goodwin | Nomineret |